# Ginástica na Universíada de Verão de 1981
A ginástica na Universíada de Verão de 1981 teve suas disputas realizadas na cidade de Bucareste, na Romênia, contando com as provas masculinas e femininas da ginástica artística. 

## Eventos
Ginástica artística
- Individual geral masculino
- Equipes masculino
- Solo masculino
- Barra fixa
- Barras paralelas
- Cavalo com alças
- Argolas
- Salto sobre a mesa masculino
- Individual geral feminino
- Equipes feminino
- Trave
- Solo feminino
- Barras assimétricas
- Salto sobre a mesa feminino

## Medalhistas
Ginástica artística
| Evento              | Ouro                                         | Prata                | Bronze                         |
| ------------------- | -------------------------------------------- | -------------------- | ------------------------------ |
| Masculino           |                                              |                      |                                |
| Equipes             | ROU                                          | URS                  | CHN                            |
| Individual geral    | URS Yuri Korolev ROU Kurt Szilier            | nenhum               | URS Artur Akopeam              |
| Solo                | ROU Dan Odorhean CHN Li Ning                 | nenhum               | URS Yuri Korolev CHN Li Juejin |
| Cavalo com alças    | URS Yuri Korolev CHN Li Ning CHN Li Xiaoping | nenhum               | nenhum                         |
| Argolas             | CHN Li Ning                                  | URS Artur Akopeam    | ROU Emilian Nicula             |
| Salto sobre a mesa  | CHN Li Yuejiu                                | ROU Dan Odorhean     | URS Yuri Korolev               |
| Barras paralelas    | JPN Sotomura Koji                            | CHN Li Yuejiu        | URS Yuri Korolev               |
| Barra fixa          | ROU Emilian Nicula                           | CHN Zhou Limin       | URS Yuri Korolev               |
| Feminino            |                                              |                      |                                |
| Equipes             | ROU                                          | URS                  | CHN                            |
| Individual geral    | ROU Nadia Comaneci                           | URS Stella Zakharova | ROU Dumitriţa Turner           |
| Salto sobre a mesa  | ROU Nadia Comaneci URS Stella Zakharova      | nenhum               | ROU Dumitriţa Turner           |
| Barras assimétricas | ROU Nadia Comaneci ROU Emilia Eberle         | nenhum               | CHN Zhu Zheng                  |
| Trave               | ROU Emilia Eberle                            | ROU Dumitriţa Turner | URS Stella Zakharova           |
| Solo                | ROU Nadia Comaneci                           | ROU Rodica Dunca     | URS Stella Zakharova           |

## Quadro de medalhas
| Ordem | País                | Medalha de ouro | Medalha de prata | Medalha de bronze |    |
| ----- | ------------------- | --------------- | ---------------- | ----------------- | -- |
| 1     | ROU Romênia         | 12              | 3                | 3                 | 18 |
| 2     | CHN China           | 5               | 2                | 4                 | 11 |
| 3     | URS União Soviética | 2               | 4                | 7                 | 13 |
| 4     | JPN Japão           | 1               |                  |                   | 1  |
| TOTAL | TOTAL               | 20              | 9                | 14                | 43 |